# حقوق نشر البرمجيات
تشير حقوق نشر البرمجيات (أو برامج الحاسوب) إلى تطبيق حقوق التأليف والنشر بموجب القانون على برمجيات الحاسوب المقروءة آلياً. وفي حين أن العديد من المبادئ القانونية والنقاشات السياسية المتعلقة بتطبيق حقوق النشر على برامج الحاسوب لها نظائر وثيقة الصلة في مجالات أخرى من قانون حق المؤلف، إلا أن هناك عددًا من القضايا المميزة التي تنشأ عند التعامل مع البرمجيات. يركّز هذا المقال بشكل أساسي على المواضيع الخاصة بالبرمجيات.
يستخدم المبرمجون والشركات المالكة للبرمجيات المحتكرة حقوق المؤلف والنشر لمنع النَسخ غير المصرح به لبرمجياتهم. كما تعتمد الرخص الحرة ووالتراخيص مفتوحة المصدر أيضاً على قانون حق المؤلف لفرض وإنفاذ شروطها. على سبيل المثال، تفرض رخص "الحقوق المتروكة" التزامًا على الحاصلين على الترخيص بمشاركة التعديلات التي يُجرونها على العمل مع المستخدم أو مالك النسخة، في ظل ظروف معينة. ولو كانت البرمجيات المعنية ضمن الملكية العامة، لما انطبق هذا الالتزام.

## القوانين الوطنية وقوانين الهيئات فوق الوطنية

### كندا
في كندا، تُحمى البرمجيات بوصفها "أعمالًا أدبية" بموجب قانون حقوق المؤلف والنشر الكندي. وتُكتسب حقوق المؤلف تلقائيًا عند إنتاج عمل أصلي؛ حيث لا يُلزم المبدع بتسجيل العمل أو وضع رمز حق المؤلف عليه كي يكون محميًا قانونًا. ويُمنح صاحب الحق الحقوق الحصرية التالية: الحق الحصري في الاستنساخ، والحق في تأجير البرمجيات، والحق في منع الآخرين من تأجير البرمجية، والحق في التنازل ونقل حق المؤلف أو منح ترخيص بها للآخرين. وتُحدد الاستثناءات من هذه الحقوق بموجب مبدأ المعاملة العادلة، والذي يعفي المستخدمين من المسؤولية القانونية المتعلقة بحقوق المؤلف في حالات الاستخدام أو النسخ التي تتم لأغراض البحث، أو الدراسة الخاصة، أو التعليم، أو الهجاء، أو المحاكاة الساخرة. وقد نوقشت التعديلات على قانون حق المؤلف فيما يخص الحقوق الرقمية داخل البرلمان الكندي في عام 2008. إذ اقترح مشروع القانون C-61 تعديلات مقترحة على نطاق وعمق الإعفاءات لاستخدامات مثل النسخ الاحتياطية الشخصية والهندسة العكسية والاختبارات الأمنية.

### الصين
حقوق تأليف ونشر البرمجيات في القانون الصيني يعني أن المُبدع أو صاحب الحق (الملتزم القانوني) يتمتع بالحقوق الحصرية للبرمجيات بموجب قانون حقوق التأليف والنشر ذات الصلة.
ويُعد هذا الحق من الحقوق المدنية، ويتسم بالخصائص والسمات العامة التي تميّز سائر الحقوق المدنية. غير أنه يُعد استثناءً ضمن حقوق الملكية الفكرية، لأنه يُمنح دون الحاجة إلى تأكيد فردي، وهو ما يُعرف عادة بـ مبدأ "الحماية التلقائية". ويتمتع المالك بحق النشر، وحق نسبة العمل إليه (الحق المعنوي في التأليف)، وحق الموافقة على الاستخدام، والحق في الحصول على مقابل مادي نظير الاستخدام.

### ألمانيا الشرقية
في عام 1979، قضت محكمة في ألمانيا الشرقية بأن البرمجيات ليست عملاً علميًا ولا إنجازًا إبداعيًا، وبالتالي غير مؤهلة ولا تستوفي شروط الحماية بموجب حق المؤلف، مما أدى إلى إضفاء الشرعية على نسخ البرمجيات في البلاد.

### الهند
يمكن حماية البرمجيات بموجب قانون حق التأليف والنشر في الهند. ووفقًا للقانون الهندي، تُمنح حقوق التأليف والنشر لصاحب العمل (المؤلف) حتى في حالات الأعمال المُنجزة بطلب من طرف آخر، ما لم يوجد اتفاق ينص على خلاف ذلك. ويمكن التنازل ونقل أو ترخيص حقوق المؤلف من خلال وثيقة مكتوبة. غير أن قانون حق المؤلف الهندي ينص على أنه في حال عدم تحديد مدة النقل وفترة التنازل ضمن الوثيقة، تُعتبر المدة خمس سنوات اعتبارًا من تاريخ النقل والتنازل، وذلك بموجب المادة 19(5) من قانون حق المؤلف. وفي حكم قضائي حديث في قضية شركة باين لابس الخاصة المحدودة Pine Labs Private Limited ضد شركة جيمالتو تيرمينالز الهند الخاصة المحدودة، قضت المحكمة العليا في دلهي بأن حقوق المؤلف تعود إلى المؤلف (وفي هذه الحالة، شركة Pine Labs)، وبما أن وثيقة التنازل ونقل الحقوق (اتفاقية الخدمة الرئيسية) لم تُحدد مدة زمنية، فإن حقوق المؤلف في البرمجية قد عادت تلقائيًا إلى باين لابس Pine Labs بعد خمس سنوات. انظر التنازل ونقل حقوق المؤلف في البرمجيات.

### الولايات المتحدة
تنطبق حماية حق التأليف والنشر على "الأعمال الأصلية المؤلفة والمثبتة في أي وسيط ملموس للتعبير، سواء أكان معروفًا حاليًا أو يتم تطويره لاحقًا، ويمكن إدراك هذه الأعمال أو استنساخها أو نقلها بطريقة مباشرة أو بمساعدة آلة أو جهاز". (القانون الفيدرالي الأمريكي: 17 U.S.C.A. § 102). وتعمل حقوق المؤلف من خلال منح المؤلف الحق في استبعاد ومنع الآخرين من استخدام عمله دون إذن. وتشمل الحماية بموجب هذا القانون الفئات التالية:
- الأعمال الأدبية
- الأعمال الموسيقية (والكلمات المصاحبة)
- [[دراما]|الأعمال الدرامية]] (والموسيقى المصاحبة)
- عروض التمثيل الإيمائي والأعمال الراقصة
- الأعمال التصويرية، والرسومية، والمنحوتات
- الأفلام السينمائية وسائر الأعمال السمعية البصرية
- التسجيلات الصوتية
- أعمال العمارة

+ المؤلفات والتجميعات والأعمال المشتقة وفقًا للمادة 17 U.S.C. § 103(a).
في الولايات المتحدة، تُصنَّف برامج الحاسوب على أنها أعمال أدبية، بموجب التعريف الوارد في قانون حق التأليف والنشر الأمريكي (المادة 17 U.S.C. § 101).
هناك قدر معين من العمل المطلوب لجعل حماية حق المؤلف فعّالة، وكما هو الحال مع الأعمال الأخرى، فإن حقوق التأليف لبرامج الحاسوب لا تحظر النسخ الحرفي فحسب، بل تحظر أيضًا نسخ "العناصر غير الحرفية"، مثل بنية البرنامج، وتسلسله، وتنظيمه. ومع ذلك، لا يمكن حماية هذه الجوانب غير الحرفية إلا "بالقدر الذي تُدمج فيه حقوق التأليف في تعبير المبرمج عن أفكاره الأصلية، على عكس الأفكار نفسها".  في قضية Computer Associates ضد Altai، اقترحت محكمة الاستئناف للدائرة الثانية اختبارًا يُعرف بـ اختبار التجريد – التصفية – المقارنة، لتحديد العناصر المحمية بموجب حقوق التأليف. ويهدف هذا الاختبار إلى تمييز الجوانب القابلة للحماية في برنامج ما عن الجوانب النفعية البحتة أو تلك الواقعة ضمن الملكية العامة.
تُطبق حماية حقوق المؤلف فقط على الأعمال الأصلية. وتُعتبر الأعمال "مُنشأة" حين يتم تثبيتها في "وسيط ملموس للتعبير" لأول مرة، بحسب المادة 17 U.S.C. § 101.. تختلف المحاكم والدوائر القضائية في تفسير ما يعنيه أن يكون العمل "مثبتا" لأغراض قانون حقوق المؤلف وتحليل الانتهاك. كما يمكن أن تُحمى الرسومات، والأصوات، والمظهر الخارجي لبرنامج الحاسوب باعتبارها عملًا سمعيًا بصريًا؛ ونتيجة لذلك، قد يُعتبر البرنامج منتهكًا حتى لو لم يتم نسخ أي كود برمجي.
وفي قضية لوتس ضد بورلاند، قضت المحكمة بأن مجموعة الأوامر والعمليات المتاحة من خلال الواجهة لا تُحمى بموجب حقوق المؤلف في الولايات المتحدة، لكنها قد تُحمى بموجب براءة اختراع منفعة. ولا يزال القانون غير واضح بشأن ما إذا كانت النسخ المؤقتة - مثل تلك المخزنة مؤقتًا عند نقل المحتوى الرقمي، أو المخزنة مؤقتًا في ذاكرة الوصول العشوائي للكمبيوتر" - تُعتبر "مثبتة" لأغراض حماية حقوق المؤلف. وقد قضت محكمة الاستئناف للدائرة التاسعة بأنه "يجب أن يكون العمل المشتق مثبتًا ليحصل على الحماية القانونية، ولكن ليس شرطًا حتى يُعد منتهكًا". وفي قضية أبل ضد مايكروسوفت، أرست المحاكم مبدأ مفاده أن دعاوى حقوق المؤلف المتعلقة بالشكل والمظهر يجب أن تُثبت أن عناصر محددة من واجهة المستخدم تنتهك عملاً آخر. ومع ذلك، فإن التركيبة الخاصة لواجهة المستخدم في برنامج ما لا تُعد قابلة للحماية بموجب حقوق المؤلف.

#### تاريخياً
تاريخيًا، لم تكن برامج الحاسوب محمية فعلياً بموجب حقوق المؤلف، وذلك لأن البرامج لم يكن ينظر إليها على أنها شيء ثابت وملموس: فقد كان يُنظر إلى كود الآلة/الكائن باعتباره سلعة نفعية منتجة ومشتقة من كود مصدري، وليس بصفته عمل إبداعي. ونظرًا لغياب السوابق القضائية، تم التوصل إلى هذا التصور أثناء محاولة تحديد كيفية التعامل مع حماية حقوق المؤلف لبرامج الحاسوب. وقد حاول مكتب حقوق المؤلف الأمريكي تصنيف برامج الحاسوب من خلال رسم تشبيه تمثيلي: مخططات الجسر والجسر الناتج مقارنة بالكود المصدري للبرنامج والكود التنفيذي الناتج. وقد أدى هذا التشبيه إلى قيام المكتب بإصدار شهادات حقوق المؤلف بموجب ما يُعرف بـ "قاعدة الشك".
في عام 1974، تأسّست اللجنة المعنية بالاستخدامات التكنولوجية الجديدة للأعمال المحمية بحقوق المؤلف (CONTU)، والتي قررت أن "برامج الحاسوب، بقدر ما تجسّد إبداع المؤلف الأصلي، تُعد هي موضوعًا مناسبًا لحماية حقوق المؤلف". وفي عام 1980، أضاف الكونغرس الأمريكي تعريفًا لـ "برنامج الحاسوب" إلى المادة 17 U.S.C. § 101، وقام بتعديل المادة § 117 للسماح لمالك البرنامج بعمل نسخة أخرى أو تعديله وتكييفه لاستخدامه على الحاسوب.
وقد ساهم هذا التشريع، إلى جانب أحكام قضائية مثل قضية شركة أبل ضد فرانكلين في عام 1983، في توضيح أن قانون حقوق المؤلف يمنح برامج الحاسوب مكانة الأعمال الأدبية. وبعد ذلك، بدأت العديد من الشركات في الإدعاء بأنها "رخصت/رخصت استخدام" البرامج ولكنها لم تبيعها، وذلك لتجنب نقل الحقوق إلى المستخدم النهائي بموجب مبدأ "البيع الأول". وقد أدّى هذا التوجه إلى انتشار اتفاقيات ترخيص المستخدم النهائي (EULAs)، التي تُرفق غالبًا مع البرامج. ومن التأثيرات الأخرى لهذا التحول القانوني، ظهور نموذج الأعمال التجارية المغلق والمغلف (Shrink-wrap) للبرمجيات مغلقة المصدر، بعد أن كان نموذج التوزيع القائم على الكود المصدري هو السائد قبل ذلك.
عام 1998، أقر الكونغرس الأمريكي قانون الألفية للملكية الرقمية لحقوق المؤلف (DMCA)، الذي يُجرّم التهرب من حماية النسخ (مع بعض الاستثناءات)، وإتلاف وتدمير أو سوء إدارة معلومات إدارة حقوق المؤلف، بالإضافة إلى ذلك، يتضمن القانون بندًا يُعفي مزويدي ومقدمي خدمات الإنترنت من المسؤولية في حالة انتهاك أحد المشتركين لحقوق المؤلف. بالإضافة إلى ذلك، يُوسّع قانون الألفية للملكية الرقمية الحماية لتشمل أولئك الذين ينسخون برنامجًا لأغراض الصيانة أو الإصلاح أو النسخ الاحتياطي، طالما أن هذه النسخ "تُتلف في حالة توقف استمرار حيازة برنامج الكمبيوتر". المادة 17 U.S.C. § 117.

#### اتفاقيات ترخيص المستخدم النهائي (EULAs) وحقوق المستخدمين النهائيين
يسمح قانون حق المؤلف صراحةً بنسخ عمل ما في بعض الحالات والظروف، حتى دون إذن من صاحب حق التأليف. وبشكلٍ خاص، يجوز "لمالكي النسخ" عمل نسخ إضافية لأغراض الأرشفة، أو "كخطوة أساسية في استخدام برنامج الحاسوب"، أو لأغراض الصيانة. علاوة على ذلك، يحق "لمالكي النسخ" إعادة بيع نسخهم، وفقًا لمبدأ البيع الأول والمادة 17 U.S.C. § 109.
تنطبق هذه الحقوق فقط على "مالكي النسخ". ويزعم معظم بائعي البرمجيات أن منتجاتهم "مرخصة، وليست مباعة"، وبالتالي يتجنبون أحكام المادة 17 U.S.C. § 117. وقد اتخذت المحاكم الأمريكية نهجًا متنوعًا عند النظر في اتفاقيات ترخيص الرمجيات هذه. ففي قضايا مثل قضية شركة ماي سيستمز ضد شركة بيك للكمبيوتر، وشركة ترايد سيستمز. ضد شركة ساوث إيسترن إكسبريس، ومايكروسوفت ضد هارموني، رأت محاكم فيدرالية مختلفة أن عبارة "مرخصة، وليست مباعة" في اتفاقية ترخيص المستخدم النهائي كانت فعالة. ومع ذلك، حكمت محاكم أخرى بأنه "لا يوجد قاعدة واضحة تميز بين مجرد التراخيص والبيع... فالتسمية الموضوعة على المعاملة ليست حاسمة". وقد تبنت محكمة الاستئناف للدائرة التاسعة نفس الرأي (في سياق خاص بالإفلاس) في قضية شركة مايكروسوفت ضد شركة داك للصناعات.
في المقابل، في الاتحاد الأوروبي، حكمت محكمة العدل الأوروبية بأن صاحب حقوق المؤلف لا يمكنه معارضة إعادة بيع البرنامج الذي تم بيعه رقميًا، وفقًا لقاعدة استنفاذ حقوق المؤلف عند البيع الأول، حيث يتم نقل الملكية. وبالتالي، تتساءل المحكمة عن اتفاقيات ترخيص المستخدم النهائي "المرخصة، وليست المباعة" في الاتحاد الأوروبي.

#### الاستخدام العادل
الاستخدام العادل هو دفاع ضد الادّعاء بانتهاك حقوق التأليف والنشر بموجب المادة 107 من قانون حقوق النسخ لعام 1976. تصف هذه المادة بعض استخدامات البرمجيات المحمية بحقوق المؤلف التي اعتبرتها المحاكم استخداماً عادلاً.
في قضية غالوب ضد نينتندو، حكمت محكمة الاستئناف للدائرة التاسعة بأن تعديل البرامج المحمية بحقوق المؤلف للاستخدام الشخصي هو أمرٌ عادل. وفي قضية سيغا ضد أكوليد، حكمت محكمة الاستئناف للدائرة التاسعة بأن إجراء نسخ في سياق عملية الهندسة العكسية هو استخدام عادل، عندما يكون ذلك هو الطريقة الوحيدة للوصول إلى "الأفكار والعناصر الوظيفية" في الكود المحمي بحقوق المؤلف، وعندما "يكون هناك سبب مشروع للسعي إلى الوصول إلى هذا المحتوى".
كما قضت المحكمة العليا للولايات المتحدة في قضية شركة جوجل ضد شركة أوراكل أمريكا (عام 2021)، يأن إعادة استخدام واجهات برمجة التطبيقات (APIs)، بما في ذلك الكود المصدري التمثيلي، يمكن أن يكون تحويليًا ويندرج ضمن الاستخدام العادل، على الرغم من أنها لم تحكم ما إذا كانت هذه الواجهات تندرج ضمن حقوق المؤلف أم لا.